# 25415 Jocelyn
25415 Jocelyn (tên chỉ định: 1999 VL53) là một tiểu hành tinh vành đai chính. Nó được phát hiện bởi dự án Nghiên cứu tiểu hành tinh gần Trái Đất Lincoln ở Socorro, New Mexico, ngày 3 tháng 11 năm 1999. Nó được đặt theo tên Jocelyn Chuang, a finalist ở Cuộc thi tìm kiếm Tài năng Khoa học trẻ Intel năm 2009.